# Brentídeos
Brentídeos (cientificamente denominados Brentidae; popularmente denominados, em inglês, Primitive weevils ou Straight-snouted weevils; cujo significado, em português, é Gorgulhos primitivos ou Gorgulhos de focinho reto) são uma família de insetos da ordem Coleoptera (por vezes erroneamente grafada Brenthidae), proposta por Gustav Johann Billberg no ano de 1820 e apresentando cerca de 1.500 a 4.000 espécies de besouros com ampla distribuição geográfica, principalmente em regiões de clima tropical e algumas espécies ocorrendo em regiões temperadas. Esta variação do número de espécies descritas ocorre porque o conceito de família Brentidae continua em disputa, com alguns cientistas tratando algumas ou todas as suas subfamílias como famílias distintas dentro da superfamília Curculionoidea. Os gorgulhos são um importante grupo de besouros, caracterizados por uma longa probóscide. Eles se alimentam de plantas em suas fases de larva e de adulto.

## Descrição e hábitos
Os Brentidae são besouros de tamanho pequeno a médio (que podem chegar a mais de dez centímetros de comprimento na espécie Lasiorhynchus barbicornis, mas que geralmente variam entre 5 milímetros e 4 centímetros), de cor quase sempre enegrecida a marrom, ou avermelhada, com manchas ou linhas em amarelo ou laranja em seus élitros esculpidos por elevações paralelas ou verrucosidades. O dimorfismo sexual é comum nesta família; as fêmeas são menores e, nos machos, podemos muito bem ver as mandíbulas fortes, muito desenvolvidas, na frente da cabeça. Uma das distinções entre este grupo e os besouros Curculionidae é que suas antenas não se dobram, formando um cotovelo, como no caso desta última família citada, além de geralmente apresentarem seus corpos alongados e finos, de protórax afunilado e quase tão longo quanto seus élitros, com raras exceções. Espécies do gênero Ulocerus possuem os seus corpos recobertos por tuberosidades e pubescência pardacenta. Os Brentidae adultos, que se alimentam de fungos, seiva e outros insetos, podem ser encontrados entre a casca e o tronco das árvores, às vezes em grande número, pois suas larvas se desenvolvem escavando galerias na madeira, podendo causar danos consideráveis às árvores vivas e apresentando principalmente hábito herbívoro ou fungívoro; estando quase exclusivamente associadas a angiospermas dicotiledôneas, com apenas alguns representantes da subfamília Apioninae em coníferas. Esta e a subfamília Brentinae constituem cerca de 90% das espécies catalogadas no mundo. Outras subfamílias, mais pobres em espécies e geograficamente mais restritas, podem alimentar-se nas raízes do solo ou desenvolver-se em caules jovens, inflorescências, frutas ou sementes.

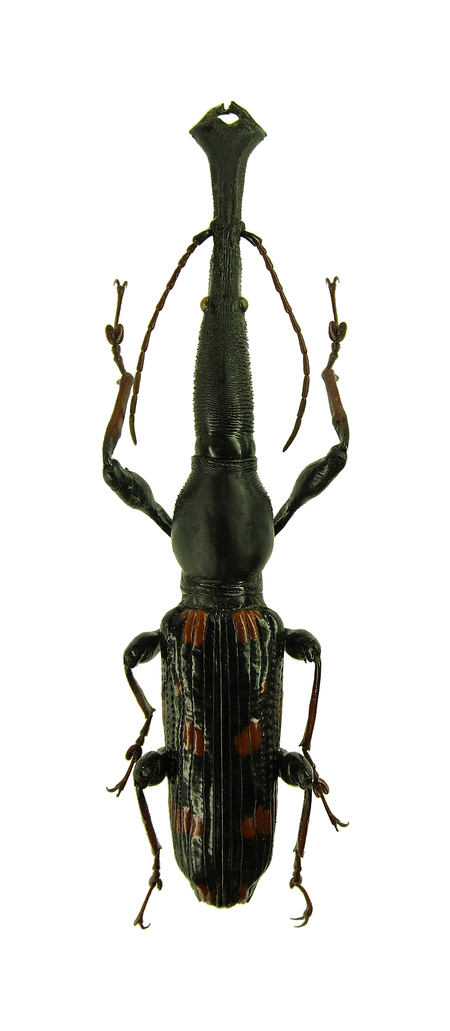
Macho do Brentidae indo-malaio Eutrachelus temminckii, que atinge os 7.5 centímetros de comprimento e possui manchas vermelhas nos élitros negros.
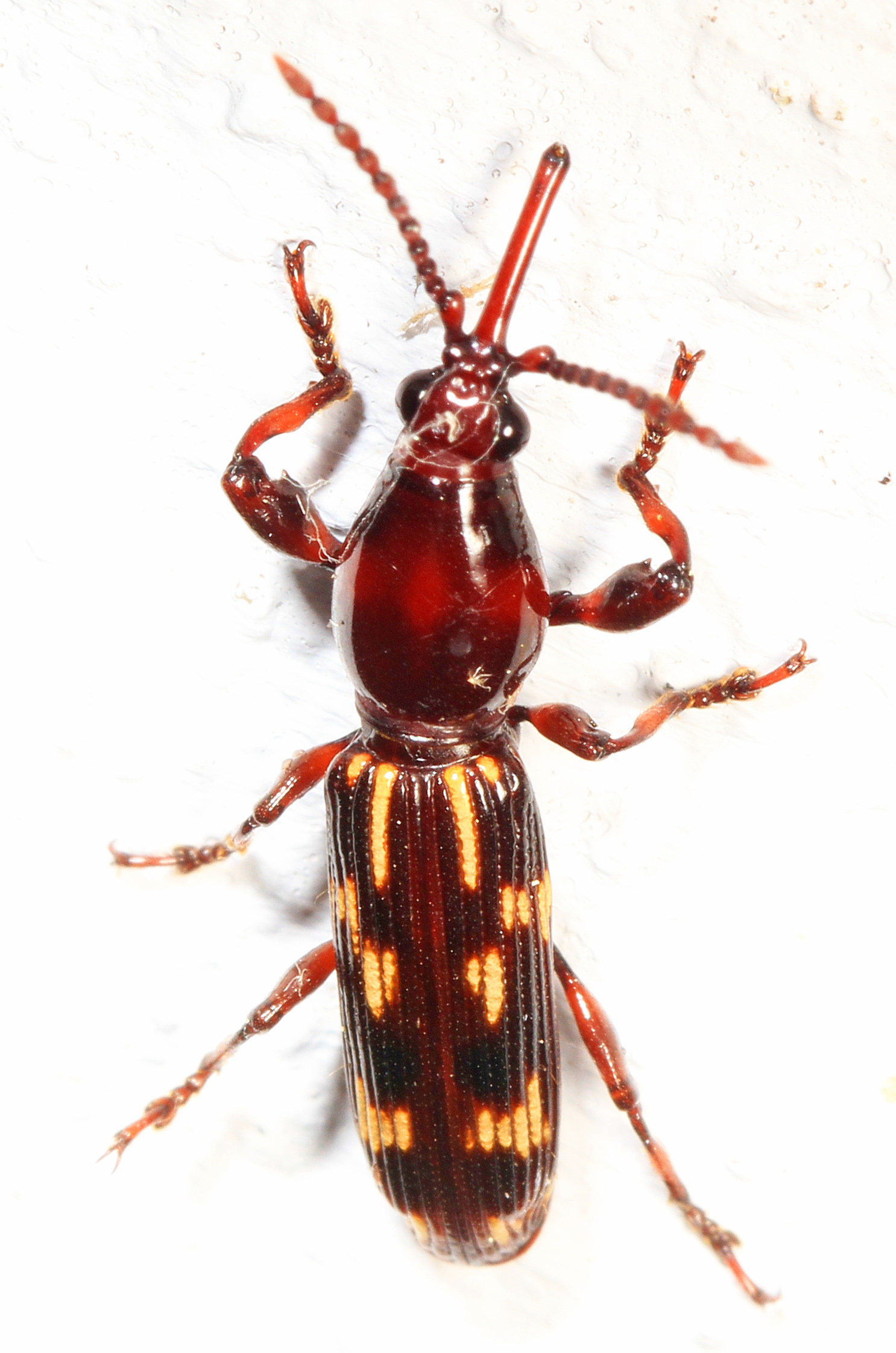
Fêmea do Brentidae estadunidense Arrhenodes minutus, uma praga biológica de carvalhos e outras árvores no leste do país, cujas perdas econômicas resultam dos pequenos orifícios das larvas na madeira.
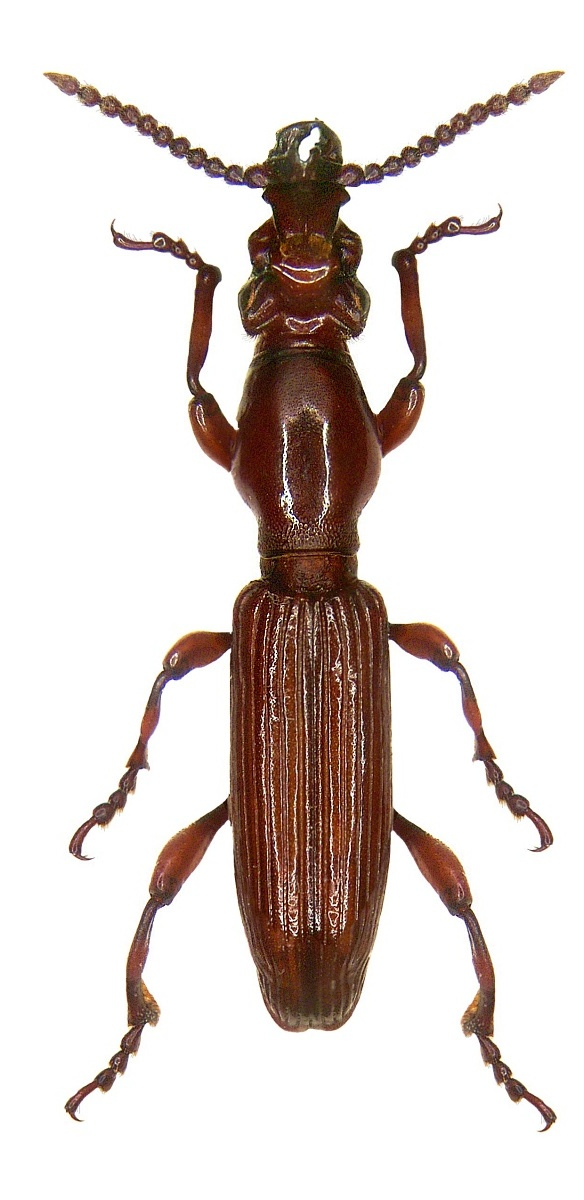
Fotografia de Brentidae da espécie Amorphocephalus coronatus, que apresenta uma relação de mirmecofilia com formigas Camponotus.
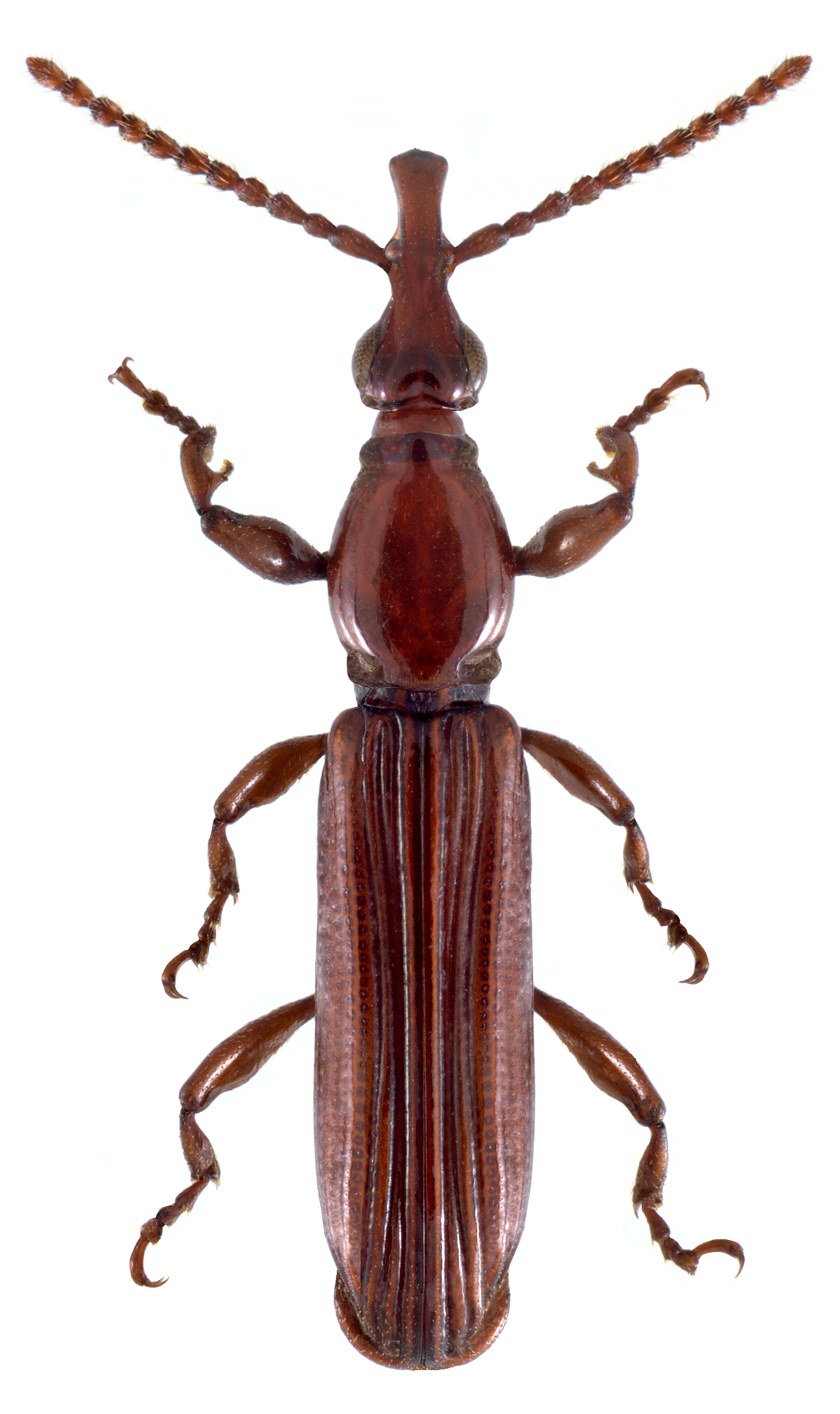
Fotografia de Brentidae do gênero Cerobates.
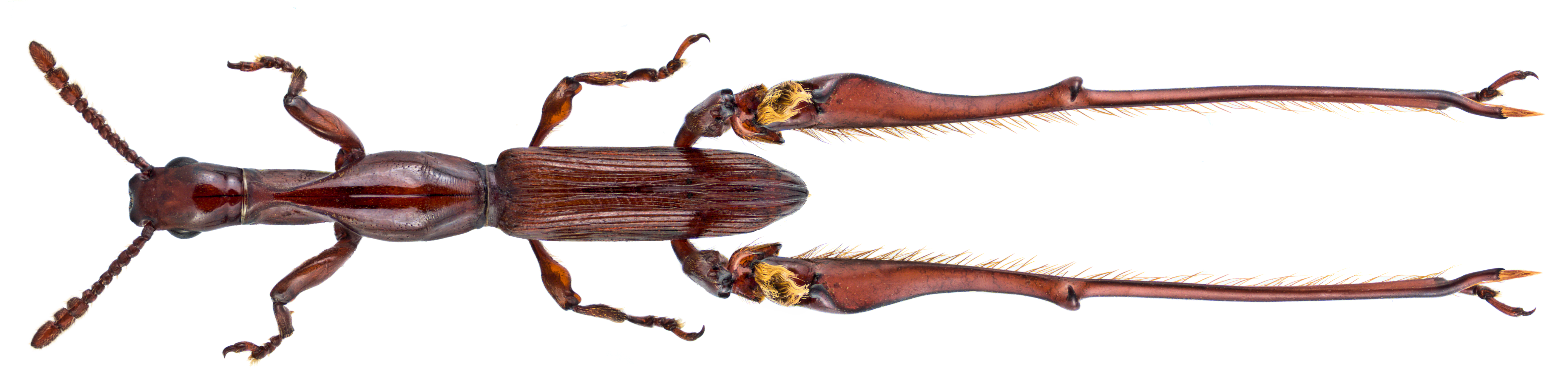
Fotografia do estranho Calodromus mellyi, Brentidae da subfamília Cyphagoginae. Membros deste gênero podem ser considerados raros e apresentam um curioso comportamento de defesa, girando as pernas traseiras para cima e para a frente.
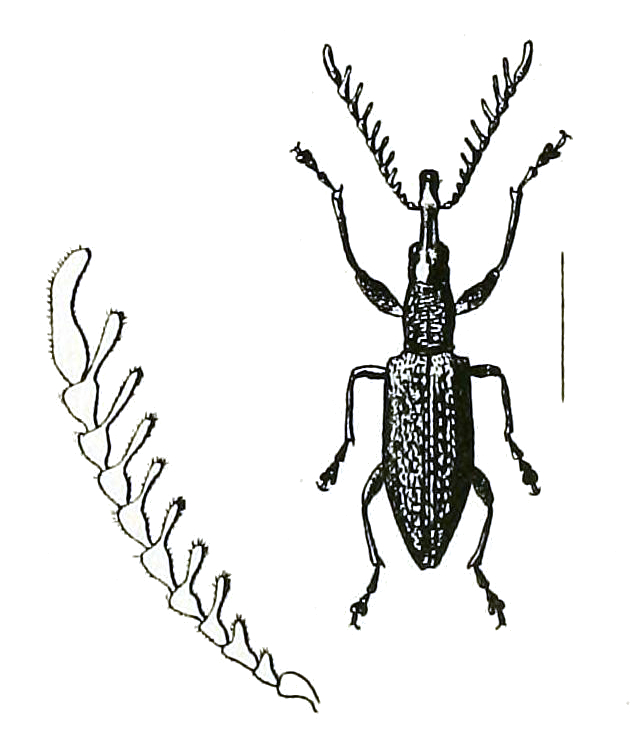
Ilustração de Ctenaphides porcellus, Brentidae da subfamília Eurhynchinae, que é endêmica da Austrália e Nova Guiné.

## Mirmecofilia
Algumas espécies de Brentidae apresentam relações mirmecófilas, ou termitófilas, como a espécie australiana Cordus ganglbaueri ou como Amorphocephalus coronatus, dependendo das sociedades de formigas ou térmitas. A forma notável de seus corpos extraordinariamente estreitos e esticados atende a esta necessidade, permitindo que eles se infiltrem nos pequenos túneis escavados na madeira ou debaixo da casca pelas larvas, bem como nas galerias de formigueiros ou nos montículos de cupins.

## Forésia
Muitas espécies de ácaros viajam em outros artrópodes (forésia) para se dispersarem para uma nova fonte de alimento ou onde eles possam completar com sucesso o seu ciclo de vida. Frequentemente ácaros são vistos em besouros da família Brentidae, podendo não estar alojados como ectoparasitas em seus corpos.

## Subfamílias de Brentidae
Abaixo seguem duas subdivisões dos Brentidae em subfamílias:
A família Brentidae contém seis subfamílias, segundo R. G. Oberprieler, A. E. Marvaldi, R. S. Anderson (2007).
- Subfamília Apioninae
- Subfamília Brentinae
- Subfamília Eurhynchinae
- Subfamília Ithycerinae
- Subfamília Microcerinae
- Subfamília Nanophyinae

A família Brentidae contém sete subfamílias, segundo a página Bug Guide (2018); também com tribos.
- Subfamília Apioninae
  - Tribo Apionini
  - Tribo Aplemonini
  - Tribo Aspidapiini
  - Tribo Ceratapiini
  - Tribo Exapiini
  - Tribo Ixapiini
  - Tribo Malvapiini
  - Tribo Oxystomatini
  - Tribo Piezotrachelini
  - Incertae sedis
- Subfamília Brentinae
  - Tribo Brentini
  - Tribo  Arrhenodini
- Subfamília Cyladinae
- Subfamília Cyphagoginae
- Subfamília Ithycerinae
- Subfamília Nanophyinae
- Subfamília Trachelizinae

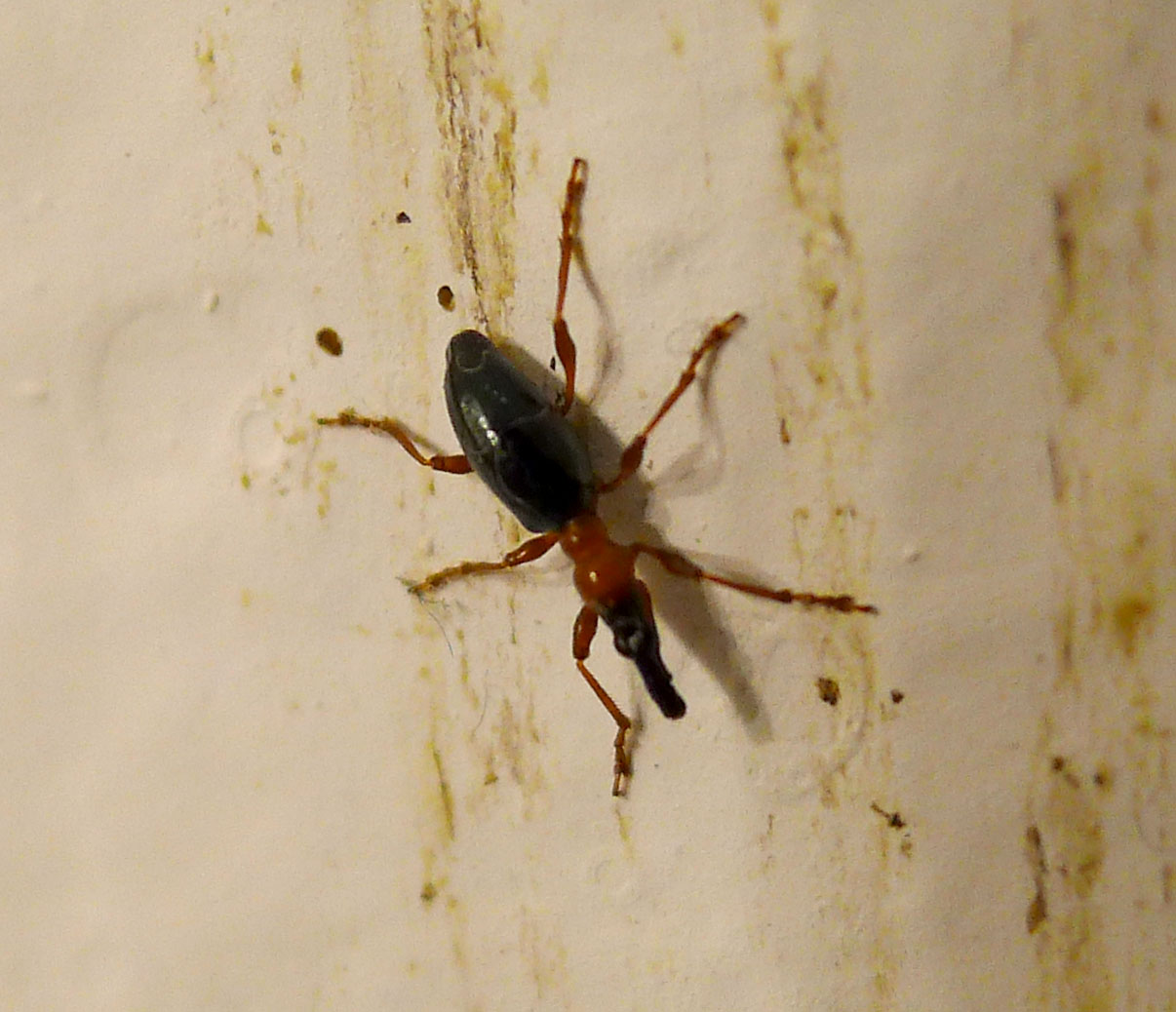
Fotografia do besouro Cylas formicarius, espécie incluída na subfamília Cyladinae, cujas larvas atacam a batata-doce.
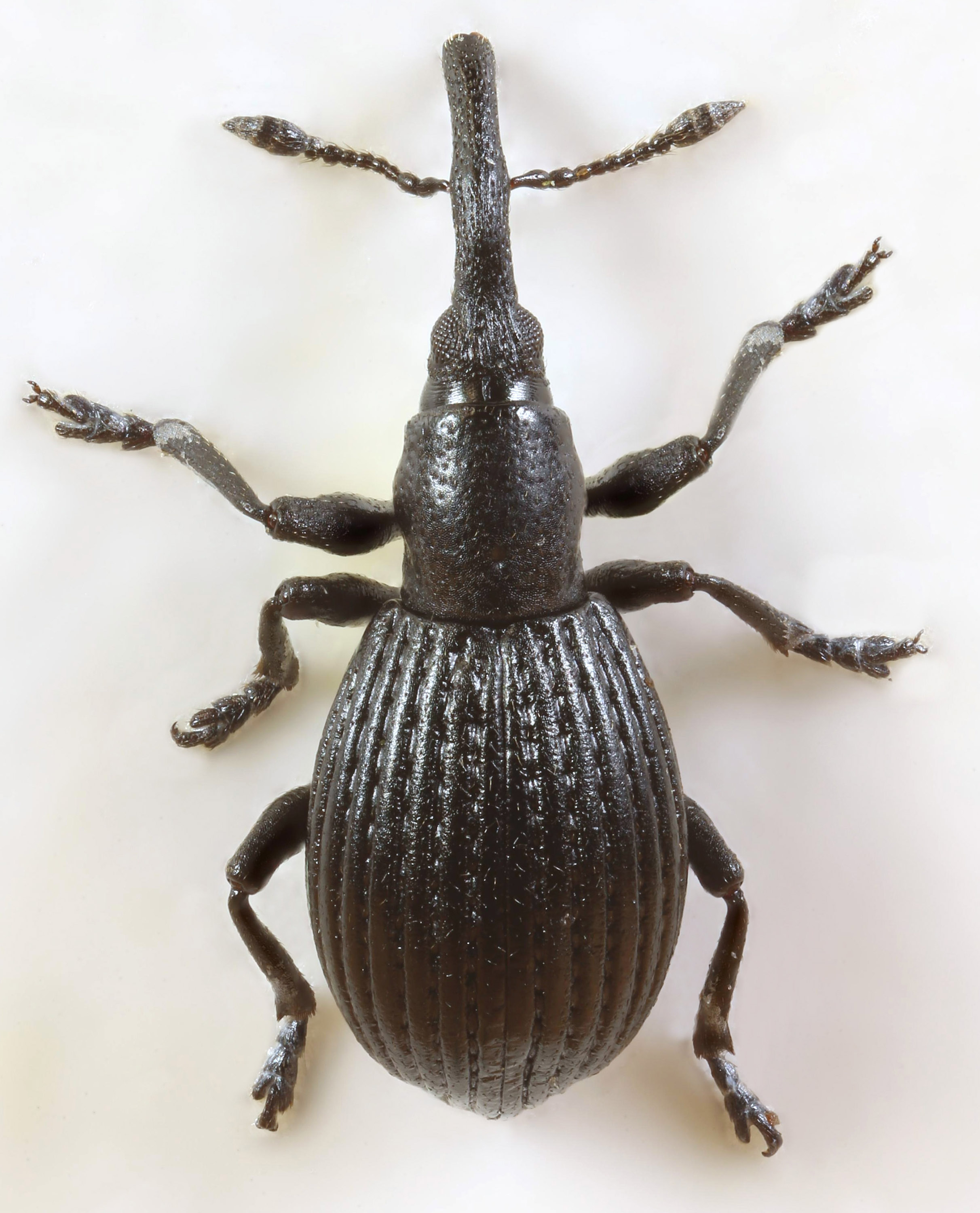
Fotografia de besouro do gênero Synapion. Na subfamília Apioninae a forma do corpo pode não ser alongada e os élitros são geralmente mais largos do meio em diante.
- Vídeo de Holotrichapion pisi, uma espécie europeia da subfamília Apioninae dos Brentidae.
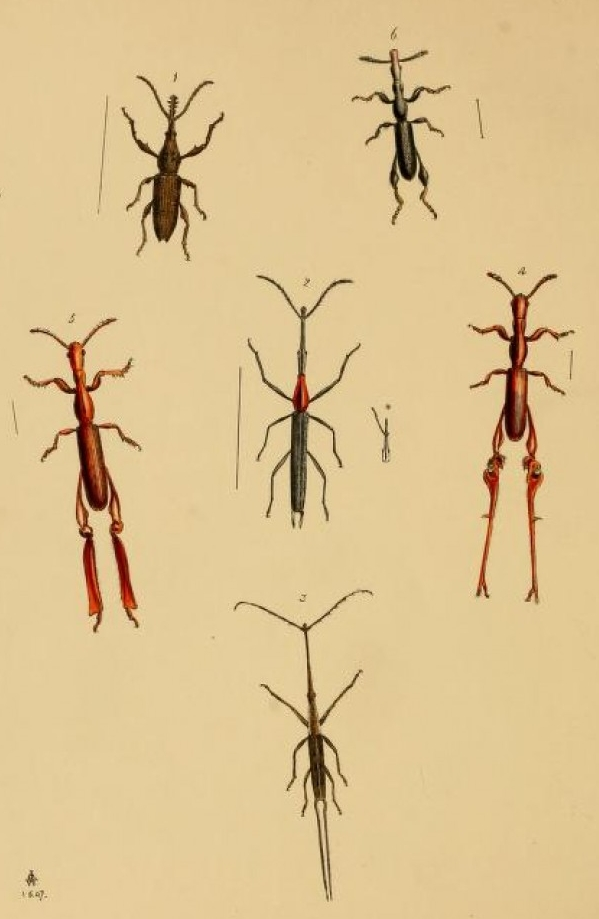
Ilustração do século XIX de besouros Brentidae, por John Obadiah Westwood.
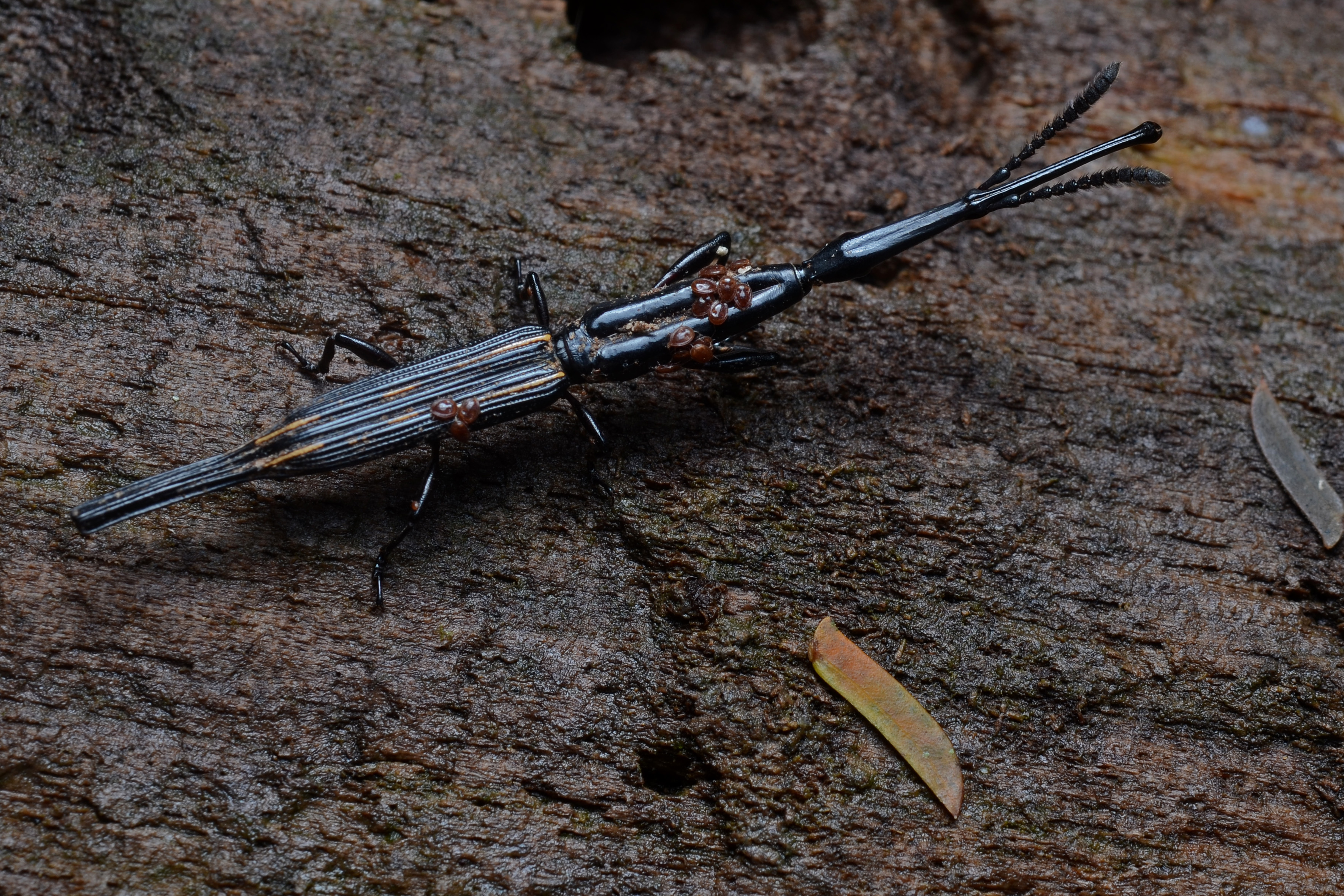
Fotografia de um besouro Brentidae na Costa Rica, com ácaros sobre seu corpo.